# Peddapalle
Peddapalle es una ciudad censal situada en el distrito de Peddapalle en el estado de Telangana (India). Su población es de 41171 habitantes (2011). Se encuentra a 197 km al norte de Hyderabad, la capital del estado.

## Demografía
Según el censo de 2011 la población de Peddapalle era de 41171 habitantes, de los cuales 20648 eran hombres y 20523 eran mujeres. Peddapalle tiene una tasa media de alfabetización del 76,29%, superior a la media estatal del 67,02%: la alfabetización masculina es del 83,44%, y la alfabetización femenina del 69,13%.